# Margaret Lock
Margaret Lock est une anthropologue québécoise née en Angleterre en 1936.
Elle est connue notamment pour ses travaux sur les rapports entre la science et les facteurs socio-culturels qui la façonnent. Son ouvrage consacré à la perception de la ménopause Encounters with Aging: Mythologies of Menopause in Japan and North America a été primé ; «le Medical Anthropology Journal y a vu une « brillante contribution à l'anthropologie médicale, mais aussi à la gérontologie et à la théorie féministe».

## Honneurs
- 1992 - Bourse Killam
- 1994 - Membre de la Société royale du Canada
- 1997 - Médaille Wellcome du Royal Anthropological Institute of Great Britain
- 1998 - Prix Léon-Gérin
- 2002 - Prix Molson
- 2003 - Prix Robert B. Textor and Family de l’American Anthropology Association
- 2004 - Officier de l'Ordre national du Québec
- 2005 - Prix Izaak-Walton-Killam
- 2005 - Membre des Grands Montréalais